# قسم زلاغي الغربي الريفي (مقاطعة أليغودرز)
قسم زلاغي الغربي الریفي (بالفارسية: دهستان ذلقی غربی) هي قسم تقع في إيران في ناحية بشارت. يقدر عدد سكانها بـ 3,252 نسمة .